# Czasław (Lubusz)
Pour les articles homonymes, voir Czasław.
Czasław (prononciation : [ˈt͡ʂaswaf]) est un village polonais de la gmina d'Otyń dans le powiat de Nowa Sól de la voïvodie de Lubusz dans l'ouest de la Pologne.
Il se situe à environ 8 kilomètres à l'ouest d'Otyń (siège de la gmina), 10 kilomètres au nord-ouest de Nowa Sól (siège du powiat) et 14 kilomètres au sud-est de Zielona Góra (siège de la diétine régionale).

## Histoire
Au cours du deuxième partage de la Pologne en 1793, le village est annexé par le Royaume de Prusse. (voir Évolution territoriale de la Pologne)
Après la Seconde Guerre mondiale, avec la mise en œuvre de la ligne Oder-Neisse, le village retourne à la République populaire de Pologne. La population d'origine allemande est expulsée et remplacée par des polonais.
De 1975 à 1998, le village appartenait administrativement à la voïvodie de Zielona Góra.

Depuis 1999, il appartient administrativement à la voïvodie de Lubusz